# Processo do vocalismo átono do português europeu
O processo do vocalismo átono (PVA), ou processo de elevação e recuo (centralização) do vocalismo átono, é um dos aspectos mais importantes e mais marcantes da fonologia do português europeu (PE).
Historicamente, o processo remonta, sem solução de continuidade, à redução do vocalismo inacentuado do latim vulgar tardio, a qual resultou no subsistema das vogais átonas das várias línguas línguas ibero-românicas ocidentais. Na sua deriva própria, o PE adquiriu características peculiares no que concerne o subsistema vocálico inacentuado, características que o viriam a diferenciar fonética e fonologicamente e de forma marcada, quer do português do Brasil como das outras línguas ibero-românicas ocidentais, como o galego, o castelhano, o leonês e o asturiano.

## Descrição
Um dos fenómenos mais marcantes da fonologia do português europeu, e que a ortografia não assinala, é o processo de redução do vocalismo átono, através do qual as vogais das sílabas inacentuadas perdem abertura, intensidade e duração.
O início do chamado ‘processo do vocalismo átono’ é antigo, pois afectou de forma semelhante as vogais finais do português europeu e do português veracruciano.
Na realidade, pode-se fazer remontar o processo a época muito anterior à fundação da nacionalidade, dado que as sete vogais do latim vulgar tardio ([i], [e], [ɛ], [a], [u], [o], [ɔ]) foram reduzidas, quando em posição inacentuada não final, a cinco ([i], [e], [a], [u], [o]) e, quando em posição final, a três ([e], [a], [o]).
Enquanto as variedades veracrúzias confinaram o fechamento extremo às vogais finais, conservando em posição pretónica e postónica não final o vocalismo do latim vulgar (não se diferenciando neste respeito do galego e do castelhano), o português˙europeu, na sua deriva própria, estendeu o fechamento (elevação) a todas as vogais de sílabas átonas.
No português cis- e transatlântico, as vogais finais (postónicas) de ‘bata’, ‘bate’ e ‘bato’ são mais fechadas do que as vogais tónicas de ‘bata’, ‘bebo’, ‘bela’, ‘bolo’ e ‘bola’, grafadas com exactamente as mesmas letras A, E e O. No entanto, o português europeu e o brasileiro têm vogais muito distintas nas sílabas átonas iniciais (pretónicas) de ‘falar’, ‘levar’ e ‘tomar’. Também o português falado nos PALOP e em Timor-Leste se afasta, em graus diversos, do português europeu neste respeito. A ortografia não regista nem estes factos, nem estas diferenças muito marcantes.
A datação dos aspectos mais marcantes deste processo é difícil pela ausência de testemunhos directos. A análise das grafias de textos dos períodos médio e clássico da História da Língua Portuguesa bem como das gramáticas e tratados de ortografia produzidos desde a primeira metade do século XVI até ao século XIX permite concluir que as características distintivas do PE neste respeito — fechamento generalizado das vogais átonas, independentemente da posição intraverbal, e surgimento da vogal central alta [ɨ] (grafada com E e tradicionalmente designada “E mudo”) — se teriam já estabilizado no século XVIII, ou seja, há cerca de trezentos anos. Alguns autores sugerem datação anterior com base no testemunho dos gramáticos quinhentistas e seiscentistas e dos textos medievais. Não há, no entanto, consenso, sobre esta matéria. [carece de fontes?]